# Anni 610 a.C.
Gli anni 610 a.C. sono il decennio che comprende gli anni dal 619 a.C. al 610 a.C. inclusi.

## Eventi, invenzioni e scoperte
- I Babilonesi prevalgono sugli Assiri e conquistano la loro capitale Ninive.

## Personaggi
- Tarquinio Prisco, di origine etrusca, diventa re di Roma nel 616 a.C. (data della tradizione).
- Ciassare re dei Medi prevale sugli Assiri.
- In molte città greche il potere viene assunto da un tiranno: Panaitios a Lentini, Trasibulo a Mileto.

## Nati
- Ioiachin, sovrano

## Morti
- Anco Marzio, sovrano romano612 a.C.
- Melancro, politico greco antico610 a.C.
- Psammetico I, faraone egizio